# Karangmekar (Cimahi Tengah)
Karangmekar is een bestuurslaag in het regentschap Cimahi van de provincie West-Java, Indonesië. Karangmekar telt 17.260 inwoners (volkstelling 2010).